# El atasco de influencias
El atasco de influencias es una historieta de 1990 del dibujante de cómics español Francisco Ibáñez perteneciente a la serie Mortadelo y Filemón. 

## Sinopsis
Los agentes Mortadelo y Filemón deben intentar evitar el desarrollo masivo del tráfico de influencias de personas en cargos políticos.

## Comentarios
Esta historieta marca el final de la "etapa negra" de Ibáñez, aumentando la calidad del dibujo. Además, a partir de esta historieta se vuelven a editar las nuevas aventuras de los personajes en tapa dura en la colección "Magos del Humor".
Además esta historieta es la primera en la que se trata de un tema de actualidad personalizando a los protagonistas del mismo (por ejemplo el personaje de Juanito Batalla es un trasunto de Juan Guerra)  La prensa tomó nota del asunto, dándole publicidad al álbum, e Ibáñez a partir de ese momento introduciría temas de actualidad en las historietas.
En esta historieta aparece por última vez la secretaria Irma.